# John Frankenheimer
John Michael Frankenheimer (19 de febrer de 1930 – 6 de juliol de 2002) va ser un director de cinema estatunidenc. És conegut per El missatger de la por (1962), L'home d'Alcatraz (1962), El Tren (1964) i Seven Days in May (1964).

## Primers anys
Frankenheimer va néixer a Malba, Queens, Nova York, fill de Helen Mary (nascuda Sheedy) i Walter Martin Frankenheimer, un agent de borsa. Frankenheimer podria haver estat relacionat amb l'actriu Ally Sheedy.
El seu pare era descendent de jueus alemanys i la seva mare era catòlica irlandesa, i Frankenheimer va ser educat com a catòlic.
Es va graduar al Williams College a Williamstown, Massachusetts, el 1951. Frankenheimer esdevenia cineasta mentre servia com a tinent de l'Air Force dels EUA durant la Guerra de Corea, dirigint pel·lícules per les forces armades.

## Carrera
Frankenheimer va començar la seva carrera a la televisió en directe. Recordava que després del servei militar va tenir una entrevista amb la CBS. El director també havia estat membre de les forces armades. Als anys 1950 havia dirigit més de 140 episodis de shows com Playhouse 90, Clímax!, i Danger, incloent-hi The Comedian, escrit per Rod Serling i protagonitzat per Mickey Rooney.
La seva primera pel·lícula va ser el 1957 Els joves salvatges, protagonitzada per James Macarthur com a adolescent rebel. Frankenheimer supervisava la producció, basada en un episodi de Clímax! anomenat "Donar un Cop", a l'edat de 26 anys.
Va tornar a la televisió durant la resta dels anys 1950, i ja va fer de director de cinema sense interrupcions a partir del 1961 amb Els joves salvatges, en la qual treballava per la primera vegada amb Burt Lancaster en una història d'un noi jove assassinat per una banda de Nova York.

### L'home d'Alcatraz
La seva següent pel·lícula L'home d'Alcatraz, rodada el 1961, arribava a ell després que la producció ja hagués començat sota un altre director (Charles Crichton). Burt Lancaster, que l'estava produint, i també feia de protagonista, demanava a Frankenheimer que dirigís la pel·lícula. Com Frankenheimer descriu al llibre d'entrevistes de Charles Champlin, li va dir a Lancaster que el guió era massa llarg, però deia que havia de rodar tot allò que s'escrivia.
Efectivament, el primer tall de la pel·lícula era de quatre hores i mitja, la llargada prevista per Frankenheimer. A més, com havia dit al començament, la pel·lícula es construïa de manera que no es pogués tallar i encara ser coherent. Frankenheimer deia que la pel·lícula s'hauria de reescriure i en part tornar a rodar. Lancaster es comprometia per fer de protagonista a Els judicis de Nuremberg, i així feia aquella pel·lícula mentre Frankenheimer preparava els nous rodatges. La pel·lícula acabada, i estrenada el 1962, va ser un èxit enorme i era nominada per quatre Oscars, incloent-hi un per a l'actuació de Lancaster.
Frankenheimer va ser després contractat pel productor John Houseman per dirigir All Fall Down, protagonitzada per Eva Marie Saint i Warren Beatty, un drama familiar. A causa de les dificultats de producció amb L'home d'Alcatraz,  All Fall Down es va estrenar primer.

### El missatger de la por
Segueix amb la seva pel·lícula més icònica, El missatger de la por. Frankenheimer i el productor George Axelrod van comprar els drets de la novel·la de Richard Condon de 1959 després que la rebutgessin alguns estudis de Hollywood.
La història d'un veterà de Guerra de Corea, al que el Partit Comunista Xinès ha fet una rentada de cervell, per assassinar el candidat per president. Protagonitzada per Laurence Harvey i Janet Leigh, i Angela Lansbury com la mare del dimoni de Harvey. Frankenheimer va haver de lluitar per incorporar Lansbury, que ja havia treballat amb ell a All Fall Down, i era just dos anys més gran que Harvey. La pel·lícula va tenir dues nominacions per l'Oscar, incloent-hi una per la Lansbury.
La pel·lícula va passar desapercebuda durant molts anys. La llegenda urbana diu que la pel·lícula es va treure de la circulació a causa de la similitud del seu complot amb la mort del president Kennedy l'any següent, però Frankenheimer manifesta al llibre de Champlin que la retirada ho va ser a causa d'una batalla legal entre Sinatra i l'estudi per la part de Sinatra en els beneficis. En tot cas, es va rellançar el 1988.

### Seven Days in May
Va seguir un altre thriller polític reeixit, Seven Days in May (1964). Una altra vegada comprava els drets d'un bestseller, aquesta vegada de Charles Bailey II i Fletcher Knebel, i una altra vegada produïa la pel·lícula amb una de les seves estrelles, aquesta vegada Kirk Douglas.
Douglas pretenia interpretar el paper del General que intenta un cop contra el President, que està a punt de signar un tractat de desarmament amb els soviètics. Douglas llavors va decidir que volia treballar amb Burt Lancaster, amb qui acabava de coprotagonitzar una altra pel·lícula. Per seduir Lancaster, Douglas va acceptar deixar-lo interpretar el General, mentre que Douglas agafava el paper menys vistós de l'ajudant del General, que es gira contra ell i ajuda el President.
La pel·lícula, escrita per Rod Serling, coprotagonitzada per Fredric March com a President, i per Ava Gardner, va ser nominada a dos Oscars.

### El tren
D'aquesta pel·lícula se n'havia fet càrrec un altre director, Arthur Penn. El tren ja havia començat a rodar-se a França quan Burt Lancaster havia acomiadat el director original i designat Frankenheimer per salvar la pel·lícula. Com explica al llibre de Champlin, Frankenheimer utilitzava la desesperació de la producció com a avantatge en les negociacions. Demanava i aconseguia el següent: el seu nom formava part del títol, «El Tren de John Frankenheimer»; el codirector francès, demandat per tribunals francesos, no posava mai un peu en el plató; se li donava tot fet al final; i un Ferrari.
Una altra vegada amb un guió llarg, Frankenheimer el rebutjava i agafava les localitzacions i els actors marxaven de la pel·lícula prèvia i començaven a filmar, amb escriptors que treballaven a París mentre la producció rodava a Normandia. Les localitzacions mal triades provocaven retards de temps inacabables. La pel·lícula conté genuïns descarrilaments múltiples de trens. El bombardeig aliat d'una iarda ferroviària es va aconseguir amb dinamita; de fet l'autoritat ferroviària francesa necessitava ampliar l'ample de via. Els productors s'adonaven que després de filmar-ho, la història necessitava una altra escena d'acció, i reajuntaven part del repartiment per a una escena d'atac Spitfire que s'introduïa al primer terç de la pel·lícula. La cinta acabada va tenir èxit i el guió va ser nominat per un Oscar.

### Seconds
Seconds (1966), té com a protagonista Rock Hudson, un ancià que dona el cos d'un home jove per cirurgia experimental, va tenir una rebuda pobra, però ha acabat sent una de les pel·lícules més respectades i populars del director. La pel·lícula té parts d'expressionisme, de terror, de thriller, de ciència- ficció i finalment una part sobre l'obsessió amb la joventut eterna i la fe en l'habilitat de la ciència mèdica per aconseguir-ho.

### Grand Prix
A Seconds la va seguir la seva producció més espectacular, Grand Prix, el 1966. Filmada en exteriors en els grans Prix per tot Europa, utilitzant càmeres de Cinerama de 65 mm, protagonitzaven la pel·lícula James Garner i Eva Marie Saint.
La pel·lícula de fet era una cursa, de la mateixa manera que John Sturges i Steve Mcqueen planejaven fer una pel·lícula similar titulada Day of the Champion.
A causa del seu contracte amb el Nürburgring alemany, Frankenheimer havia de gravar 27 rodets per Sturges. Frankenheimer de tota manera era avançat en temps, i el projecte McQueen/Sturges es va suspendre, i la pista alemanya només s'esmentava breument a Grand Prix. Van introduir mètodes d'alta velocitat que fotografia curses de cotxes com mai no s'havien vist abans, muntant càmeres als cotxes, a gran velocitat i posant les estrelles als cotxes, en comptes de contra projeccions pel darrere. La pel·lícula va ser un èxit internacional i va guanyar tres Oscars, pel muntatge, so i efectes de so.

### Anys 1960i70
La seva següent pel·lícula, la comèdia antiguerra de 1967 The Extraordinary Seaman, amb David Niven, Faye Dunaway, Alan Alda i Mickey Rooney com a protagonistes. La pel·lícula va ser un fracàs a la taquilla i a la crítica. Frankenheimer, al llibre Champlin, l'anomena "l'única pel·lícula que he fet que diria que va ser un desastre total."
A continuació, el 1968 The Fixer, sobre un jueu a la Rússia Tsarista, basada en la novel·la de Bernard Malamud. La pel·lícula es fa filmar a l'Hongria Comunista. La protagonitzava Alan Bates i no va ser un gran èxit, però Bates va ser nominat per a un Oscar. Frankenheimer era un amic íntim del senador Robert Kennedy i de fet el portava a l'Hotel d'Ambaixador de Los Angeles la nit que Kennedy va ser assassinat el juny de 1968.
The Gypsy Moths va ser un drama romàntic sobre un grup d'acròbates i l'impacte que tenen en una ciutat petita del mig-oest. Els protagonistes van ser Lancaster amb Deborah Kerr, i Gene Hackman. La pel·lícula va fracassar en audiència, però Frankenheimer sempre el recordava com un dels seus films favorits personals.
Va seguir amb Jo vigilo el camí el 1970. La pel·lícula, amb Gregory Peck i Tuesday Weld de protagonistes, sobre un xèrif de Tennessee que s'enamora de la filla d'un destil·lador d'alcohol, amb cançons de Johnny Cash. El pròxim projecte de Frankenheimer el portava a l'Afganistan. Els genets centrat en la relació entre un pare i fill, interpretada per Jack Palance i Omar Sharif. El personatge de Sharif, un horseman expert, jugava a l'esport nacional afganès de buzkashi.
Objecte impossible, també coneguda com a Història d'un melodrama, va patir dificultats de distribució. Li va seguir el 1973 una pel·lícula de quatre hores d'O'Neill The Iceman Cometh, protagonitzada per Lee Marvin, i la clarament excèntrica 99 and 44/100% Dead protagonitzada per Richard Harris, una comèdia negra.
Amb el seu francès fluid i coneixement de la cultura, a Frankenheimer se li demanava després que dirigís French Connection II, feta totalment a Marsella. Amb Hackman reprenent el seu paper com el policia de Nova York Popeye Doyle, la pel·lícula va ser un èxit i li donava a Frankenheimer la pròxima feina, Black Sunday, el 1976.
Black Sunday, basada en la novel·la de Thomas Harris, implica un agent del Mossad israelià (Robert Shaw), empaitant un terrorista palestí (Marthe Keller) i un veterà del Vietnam descontent (Bruce Dern) que planegen volar el globus Goodyear sobre el Superbowl. Es rodaven els exteriors a la Superbowl del gener de 1976 a Miami, amb un Goodyear Blimp genuí. La pel·lícula va quedar molt bé, tot i que la Paramount i Frankenheimer tenien altes expectatives.
Se'l cita en la biografia de Champlin dient que el seu problema d'alcohol el provocava haver de treballar sota els seus propis nivells en la seva pel·lícula,  La profecia, del 1979, on un monstre ecològic terroritza un bosc a Maine.

### Anys 1980
La producció del director va disminuir considerablement durant aquest període. Durant els quinze anys que van seguir, de fet, va dirigir només set pel·lícules incloent-hi Tret mortal el 1989 protagonitzada per Don Johnson. El 1990, Frankenheimer va retornar al seu fort del thriller polític de guerra freda fent The Fourth War. Protagonitzava aquesta pel·lícula Roy Scheider fent de coronel de l'Exèrcit en una guerra personal perillosa amb un oficial rus. No va ser un èxit comercial.

### Anys 1990
Frankenheimer va poder tornar durant els anys 1990 a la televisió. Va dirigir dues pel·lícules per a HBO el 1994: Against the Wall i Estació ardent que li feien guanyar uns quants premis i reprenia les bones crítiques. El director també va dirigir dos films per la Turner Network Television el 1996 i 1997, Andersonville i George Wallace, que van ser ben rebuts per la crítica. Fins i tot actuava per primera vegada, interpretant un desesperat General dels EUA a The General's Daughter (1999) en un cameo crucial.
La seva pel·lícula de 1996 L'illa del Dr. Moreau, que va agafar el control durant unes quantes setmanes de la producció de Richard Stanley, i va ser la causa d'incomptables històries desgraciades de producció i conflictes amb els personatges, i va rebre ressenyes mordaces. Es deia que el veterà director no podria treballar amb Val Kilmer, la jove estrella de la pel·lícula. Quan l'última escena de Kilmer es va completar, Frankenheimer va dir, "Ara, que aquest bastard surti del meu plató." En una entrevista, Frankenheimer es va negar a parlar de la pel·lícula, dient només que va ser desgraciat fent-la.
Tanmateix, la seva següent pel·lícula, Ronin, el 1998, protagonitzada per Robert De Niro, va ser un retorn per construir una cinta de carreres de cotxes de marca en un complot d'espionatge laberíntic. Presentant un càsting internacional que inclou Jean Reno i Jonathan Pryce, va ser un èxit de crítica i de recaptació.

### Anys 2000
La seva última pel·lícula, Path to War per HBO el 2002, que el portava a les seves fortes maquinacions polítiques, el 1960 a Amèrica. Un drama basat en els personatges que va ser nominat a nombrosos premis. Una mirada enrere de la guerra del Vietnam, protagonitzada per Michael Gambon com el President Lyndon Baines Johnson junt amb Alec Baldwin i Donald Sutherland.
Frankenheimer planificava dirigir una preqüela de L'exorcista però mor de cop i volta a Los Angeles, Califòrnia, d'un atac de feridura a causa de complicacions després d'una cirurgia espinal a l'edat de 72 anys.
Malgrat les cèlebres pel·lícules que va dirigir, moltes guanyadores d'oscars en diverses categories, Frankenheimer mai no va ser nominat per l'Oscar al millor director.

## Filmografia
- The Young Stranger (1957)
- Els joves salvatges (The Young Savages) (1961)
- All Fall Down (1962)
- L'home d'Alcatraz (Birdman of Alcatraz) (1962)
- El missatger de la por (The Manchurian Candidate) (1962)
- Seven Days in May (1964)
- El Tren (The Train) (1965)
- Seconds (1966)
- Grand Prix (1966)
- The Fixer (1968)
- The Extraordinary Seaman (1969)
- The Gypsy Moths (1969)
- Jo vigilo el camí (I Walk the Line) (1970)
- Els genets (The Horsemen) (1971)
- Impossible Object (1973)
- 99 and 44/100% Dead (1974)
- French Connection II (1975)
- Black Sunday (1977)
- La profecia (Prophecy) (1979)
- The Challenge (1982)
- The Holcroft Covenant (1985)
- 52 Pick-Up (1986)
- Tret mortal (Dead Bang) (1989)
- The Fourth War (1990)
- La llei de les armes (Year of the Gun) (1991)
- Contra el mur (HBO 1994)
- Estació ardent (The Burning Season) (HBO 1994)
- Andersonville (TNT 1996)
- L'illa del Dr. Moreau (The Island of Dr. Moreau) (1996)
- George Wallace (TNT 1997)
- Ronin (1998)
- Operació Ren (Reindeer Games) (2000)
- The Hire (BMW Short Movie) - Ambush (2002)
- Path to War (HBO 2002)